# Tractat comercial

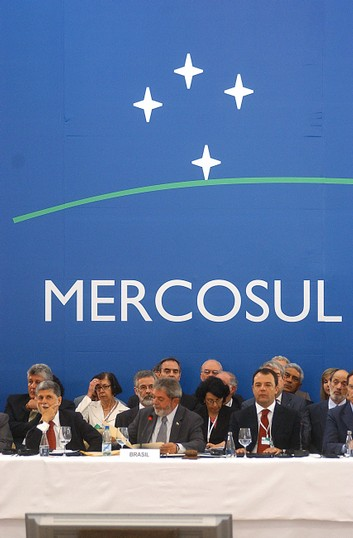
El MERCOSUR és un exemple de tractat comercial entre països del con sud.

Es denomina Tractat de comerç o Tractat comercial a l'acord sotmès al dret internacional i subscrit entre dos o més països sobirans en virtut del qual s'estableix el model de relacions en els intercanvis comercials entre els signants. Els objectius poden ser variats i solen establir-se clàusules que regulen els següents aspectes:
- Drets de duana i, en general, imposats a pagar o exempts, en forma recíproca, pels productes d'exportació/importació entre els països signants.
- Control de fronteres.
- Béns subjectes a preferències en els intercanvis.
- Moneda base de referència en els intercanvis.
- Jurisdicció comuna i/o acceptada per les parts per a la resolució de conflictes en els diferents supòsits de dret mercantil relacionats amb el tractat.
- Relacions comercials amb tercers països o organismes internacionals no signants.

En general, els tractats comercials tendeixen a facilitar la lliure circulació de béns i serveis entre les parts. A vegades estableixen sistemes de protecció enfront de tercers.

## Exemples
Per exemple, el tractat de Methuen era un tractat comercial entre Portugal i Anglaterra.
Un altre exemple, entre el tancament de les guerres napoleòniques de 1815 i l'any 1860, el sistema tarifari de Gran Bretanya va canviar de protecció elaborada a lliure comerç pràcticament complet. El 1786 s'havia intentat efectivament modificar la legislació rígidament protectora del segle xviii. En aquell any, Pitt va concloure un tractat comercial amb França, preveient grans reduccions de drets en els dos països.
Però el tractat va ser escombrat amb l'esclat de les guerres amb França i, en conseqüència, l'antic sistema encara estava vigent el 1815. El primer pas important, i en alguns aspectes el pas decisiu, cap a la seva modificació es va fer el 1824, sota el política de Huskisson. En aquell any, i de nou el 1825, es van fer grans reduccions en els drets sobre matèries primeres, especialment sobre llana, seda crua, lli i ferro, mentre que també es van reduir considerablement els drets sobre les manufactures. El canvi més acusat dels canvis va ser pel que fa a la seda, que estava totalment prohibida, i que ara va ser admesa amb un deure del 30 per cent. Així, es va produir un incompliment considerable en el sistema de protecció; i es van produir alguns canvis addicionals en la mateixa direcció durant la dècada següent, especialment sota Lord Althorp el 1833. Però a la dècada de 1830 a 1840 les lleis de blat de moro van ser el principal objecte de contenció.
El gran augment de població des de mitjan segle xviii havia convertit Anglaterra en un país importador de blat de moro, sobretot amb el ràpid creixement de les manufactures als primers anys del segle xix. Les primeres lleis sistemàtiques del blat que imposaven drets sobre el gra s'havien aprovat el 1773. A partir de 1816 es van aprovar una sèrie de mesures, totes dissenyades per mantenir l'elevat preu del gra. La Llei de 1816 va prohibir la importació de blat quan el preu era inferior a 80 shillings a la quarta part (= 2,50 dòlars el bushel). El 1822 es va rebaixar el punt prohibitiu fins a 70 xílings. El 1828 es va introduir l'escala corredissa, en la qual el dret augmentava i baixava a mesura que baixava i augmentava el preu del gra; i va ser contra aquesta forma de la llei de blat de moro que la gran agitació dirigida per Cobden i Bright va ser dirigida després de 1830. Durant molt de temps, l'agitació anti-Corn-Law semblava que no tenia cap efecte, tot i que es va dur a terme amb una habilitat i entusiasme extraordinaris. El 1842, però, Sir Robert Peel va fer la primera concessió important, modificant l'escala de lliscament, el seu oponent, Lord John Russell, després d'haver proposat l'any anterior un deure fix de 8 xílings al quart. En vista de la mala collita de 1845-46, i de la fam a Irlanda.
El 1846, Peel es va rendir i va proposar el 1846 l'admissió del gra amb només un deure fix d'un shilling a quart com a quota d'inscripció. Aquest canvi es va dur a terme, però Peel, podent portar només una fracció del seu partit amb ell, es va veure obligat poc després a dimitir. Les lleis de blat de moro tenien una gran força política, al igual que ho feien els interessos dels propietaris de terres, que el manteniment del parlament era encara molt fort; però la situació econòmica general a Gran Bretanya, a partir del ràpid creixement de la població manufacturera i la necessitat imperiosa de més menjar, va fer inevitable l'abolició. Després d'haver-se mantingut fins a mitjan segle, aparentment amb un suport irresistible, de cop es van ensorrar sota la soca d'una temporada de conreus excepcionalment curts. El manteniment continuat i la seva abolició sobtada definitiva són, en alguns aspectes, divergents del curs general de la història aranzelària britànica.